# Cornelia Sideri
Cornelia Sideri (?, 29 de dezembro de 1938) é uma ex-canoísta de velocidade romena na modalidade de canoagem.

## Carreira
Foi vencedora da medalha de bronze em K-2 500 m em Tóquio 1964, junto com a sua colega de equipa Hilde Lauer.